# Yasuko Nagazumi
Yasuko Nagazumi (jap. 永積靖子 Nagazumi Yasuko; * 10. April 1943 in Tokio) ist eine Hollywood-Modemanagerin und ehemalige Schauspielerin.

## Leben
Yasuko ist bekannt für ihre Fernsehserienrollen Suki in Kein Pardon für Schutzengel (1972–1973) und Yasko in Mondbasis Alpha 1 (1976–1977). Zu den weiteren Serien, in denen sie spielte, gehören Shirley’s World (1971), It Ain’t Half Hot Mum (1975–1976) und Mit Schirm, Charme und Melone (1977). Ebenfalls erschien sie in einigen Filmen, so 1967 in James Bond 007 – Man lebt nur zweimal. Ihren letzten Auftritt als Schauspielerin hatte sie 1983 in dem Fernsehfilm Ein Traummann auf der Titelseite.
Als Modemanagerin war sie für Werbekampagnen von Marken wie Giorgio Armani und Donna Karan verantwortlich.
Bis 1985 war sie mit dem britischen Regisseur Ray Austin verheiratet. Mit ihrem Ehemann Ivan Berenyi hat sie eine Tochter Miki Berenyi, die Sängerin und Gitarristin in der englischen Rockband Lush ist.

## Filmografie
- 1967: Heiße Katzen (Deadlier Than the Male)
- 1967: James Bond 007 – Man lebt nur zweimal (You Only Live Twice)
- 1971: Shirley’s World (Fernsehserie, eine Folge)
- 1972: Ein Fall für Scotland Yard (New Scotland Yard, Fernsehserie, eine Folge)
- 1972: The Man Outside (Fernsehserie, eine Folge)
- 1972–1973: Kein Pardon für Schutzengel (The Protectors, Fernsehserie, 15 Folgen)
- 1973: La feuille de Bétel (Miniserie)
- 1973: Omnibus (Fernsehserie, eine Folge)
- 1974: Schütze dieses Haus (Bless this House, Fernsehserie, eine Folge)
- 1975: In This House of Brede (Fernsehfilm)
- 1975: Rollerball
- 1975–1976: It Ain’t Half Hot Mum (Fernsehserie, 2 Folgen)
- 1976–1977: Mondbasis Alpha 1 (Space: 1999, Fernsehserie, 8 Folgen)
- 1977: Mit Schirm, Charme und Melone (The New Avengers, Fernsehserie, eine Folge)
- 1978: The Upchat Connection (Fernsehserie, eine Folge)
- 1978: Wombling Free
- 1980: Spy! (Fernsehserie, eine Folge)
- 1980: From Here to Eternity (Fernsehserie, eine Folge)
- 1983: Ein Traummann auf der Titelseite (Making of a Male Model, Fernsehfilm)